# Ernst Jakob Christoffel
Ernst Jakob Christoffel (Rheydt, 4 settembre 1876 – Isfahan, 23 aprile 1955) è stato un pastore protestante tedesco che fondò e, per lunghi anni, diresse la Missione cristiana in Oriente (Christliche Mission im Orient). Il nome della società missionaria fu mutato in "Missione Christoffel per i ciechi" (Christoffel-Blindenmission) dopo la sua morte.

## Biografia
Ernst Jakob Christoffel nacque in una famiglia artigiana a Rheydt lungo il corso inferiore del fiume Reno. Terminati gli studi di teologia alla Scuola per predicatori di Basilea (Predigerschule Basel), nel 1904 si recò, come missionario in oriente. A Sebaste (oggi Sivas), una città nel nordest della Turchia, assunse, insieme a sua sorella Hedwig, la direzione di due orfanotrofi del Comitato svizzero di soccorso in Armenia (Schweizer Hilfskomitee für Armenien). Per tre anni rimasero a dirigere questi enti a favore delle vittime dei massacri del 1894 e 1896.
Christoffel descrisse la miseria dei ciechi in oriente come segue: „La situazione materiale, morale e religiosa dei ciechi è spaventosa. La maggior parte di essi mendica. Ragazze e donne cieche cadono spesso nella prostituzione“. Christoffel e sua sorella si decisero nel 1906, a porre la loro attività futura interamente al servizio di questi soggetti svantaggiati, avendo constatata l'assenza di aiuti ai ciechi sia da parte cristiana sia da parte islamica.
Christoffel tentò invano di ottenere aiuto da istituzioni ecclesiastiche europee nell'allora Impero ottomano. Le sue deludenti esperienze con la Lega d'aiuto (Hilfsbund) lo spinsero a partire nel 1908 di propria iniziativa ed a fondare a Malatya (città dell'Anatolia orientale) la stazione missionaria per ciechi che chiamò Bethesda a favore di persone cieche, sorde e con altre gravi disabilità. Ha inteso il suo lavoro come "predicare senza parole [...] che si comprende".
Per questa iniziativa, egli ricevute il sostegno di un piccolo (ma in costante crescita) gruppo di amici, in Germania, Austria e Svizzera. Il 3 luglio 1914, egli ritornò da Malatya in Svizzera, ove era stato chiamato al servizio militare. Si premurò di ottenere l'esonero ed i permessi necessari per un ritorno in Turchia. Ottenuti questi, ritornò all'inizio del 1916 a Malatya.
Nel corso del genocidio degli Armeni, il governatore turco aveva temporaneamente requisito Bethesda per adibirla ad un lazzareto militare. Christoffel riuscì a trattenere una parte dell'edificio. Egli vi accudì ora orfani armeni, sopravvissuti al genocidio del 1915/16. L'opera di Christoffel a Malatya si concluse nel 1919 con la cacciata di tutti i tedeschi da parte degli alleati.
A seguito della revoca del divieto di accesso per i tedeschi, nel 1924 Christoffel si recò nuovamente in Turchia. Tuttavia, il nuovo governo gli vietò di fondare un'ulteriore scuola. Pertanto, fallì il suo tentativo di istituire una casa per ciechi a Costantinopoli (attualmente Istanbul). Di conseguenza, Christoffel si trasferì in Persia, ove istituì nel 1925 a Tabriz e nel 1928 ad Isfahan case per ciechi, sordomuti, persone con altre disabilità ed orfani. Il lavoro venne interrotto dalla Seconda Guerra Mondiale. Nel 1943, egli venne fatto prigioniero dagli Alleati in Persia, internato per quasi tre anni in diversi campi di prigionia e, successivamente, trasferito in Germania. A giugno del 1946, egli venne rilasciato ad Amburgo, nel quartiere Neuengamme. La sua istituzione a Tabriz nel frattempo venne chiusa, mentre quella ad Isfahan fu utilizzata dai Britannici come scuola per ragazze cieche.
Christoffel rimase inizialmente in Germania, dove istituì nel 1949 una casa per ciechi di guerra a Nümbrecht, nei pressi di Colonia. Si impegnò, tuttavia, a ritornare in Oriente. Nel 1951 egli fece rientro in Iran e, ad Isfahan, creò una nuova scuola per uomini affetti da cecità ed altre gravi disabilità, con l'aiuto finanziario dei suoi amici svedesi. Ad oltre 70 anni di età, proseguì il lavoro che aveva lasciato indietro. Christoffel morì il 23 aprile 1955 ad Isfahan. La sua istituzione venne chiusa dalle autorità, nel 1979 dopo la presa di potere degli integralisti islamici.

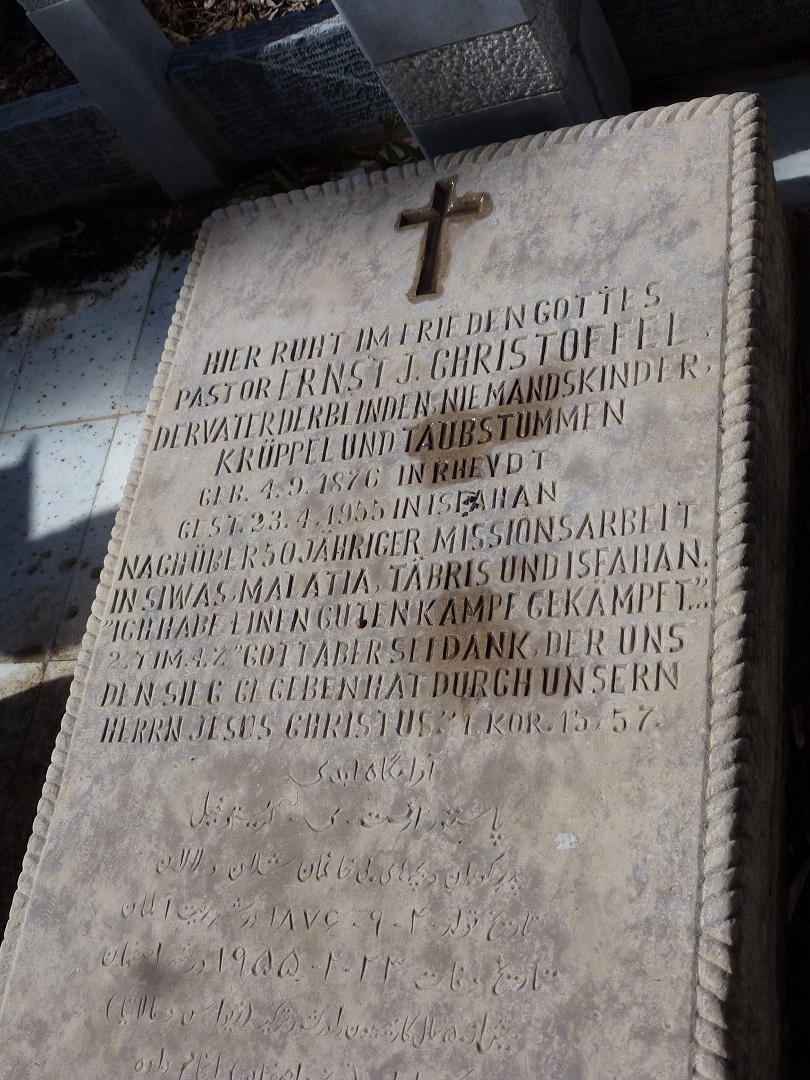
Tomba di Christoffel nel cimitero armeno ad Isfahan

## Commemorazione
Sulla sua lapide nel cimitero armeno ad Isfahan, sta scritto in tedesco, armeno e persiano:

## Influenza
Attraverso la formazione scolastica e professionale dei disabili, Christoffel sfatò il pregiudizio che tali persone non fossero capaci di imparare.
La omonima Missione Christoffel per i ciechi (Christoffel-Blindenmission (CBM)) interviene ancora oggi a favore dei soggetti con gravi disabilità nei paesi in via di sviluppo. Questa convinzione di Ernst Jakob Christoffel  è il filo conduttore del lavoro in tutto il mondo della Christoffel-Blindenmission, che oggi è una delle più grandi organizzazioni di aiuto ai bisognosi in Germania.
In Austria, l'opera di Christoffel viene portata avanti dall'organizzazione Licht für die Welt (Luce per il mondo) con sede a Vienna. Essa fa parte delle dieci più grandi organizzazioni che perseguono una politica di sviluppo, così come delle dieci più grandi opere di beneficenza in Austria.

## Onorificenze
- Nel 1955 conferimento della Verdienstkreuz (Croce al merito) da parte della Repubblica federale tedesca

## Fonte letteraria
- Zeig – was Du sagen willst. Worte von Ernst J. Christoffel und die weltweite CBM-Praxis heute. 70 Jahre Missionsdiakonie an Kranken und Behinderten, Stuttgart 1978. – Auszug in: Werner Raupp (Ed.): Mission in Quellentexten. Geschichte der Deutschen Evangelischen Mission von der Reformation bis zur Weltmissionskonferenz Edinburgh 1910, Erlangen/Bad Liebenzell 1990 ISBN 3-87214-238-0 / ISBN 3-88002-424-3), p. 318-321 (con ulteriori documenti nonché con introduzione e letteratura).